# Traill County
Das Traill County ist ein County im US-amerikanischen Bundesstaat North Dakota. Im Jahr 2010 hatte das County 8121 Einwohner und eine Bevölkerungsdichte von 3,6 Einwohnern pro Quadratkilometer. Der Verwaltungssitz (County Seat) ist Hillsboro.

## Geografie
Das County liegt im Osten von North Dakota am Westufer des Red River of the North, der die Grenze zu Minnesota bildet. Das Gelände ist sehr flach und fällt sanft zum Red River ab. Bis auf die südöstliche Ecke, die zur Drift Prairie zählt, gehört das County zum fruchtbaren Red River Valley. Es hat eine Fläche von 2234 Quadratkilometern, wovon 2 Quadratkilometer Wasserfläche sind. An das Traill County grenzen folgende Nachbarcountys:
|               | Grand Forks County | Polk County (Minnesota)   |
| Steele County |                    | Norman County (Minnesota) |
|               | Cass County        |                           |

## Geschichte
Das Traill County wurde 1875 von der Legislative des Dakota-Territoriums gebildet. Benannt wurde es nach Walter John Strickland Traill, einem früheren Angestellten der Hudson Bay Company, der am Red River of the North einen Handelsposten erbaute. Die Verwaltung des Countys wurde erst am 23. Februar 1875 gegründet, erster Sitz der Verwaltung war bis 1891 Caledonia.
22 Bauwerke und Stätten des Countys sind insgesamt im National Register of Historic Places eingetragen (Stand 3. April 2018 – Liste).

## Ortschaften im Traill County

Karte des Traill County, 1900

Im Ramsey County liegen neun Gemeinden (City) sowie mehrere Orte ohne eigene Verwaltung, darunter auch zwei Census-designated places (CDP). Das gemeindefreie Gebiet ist in 25 Townships eingeteilt.

### Gemeinden
- Buxton
- Clifford
- Galesburg
- Grandin A
- Hatton
- Hillsboro
- Mayville
- Portland
- Reynolds B

### Weitere Orte
- Alton (47° 21′ N, 97° 3′ W)[10]
- Blanchard (CDP, 47° 21′ N, 97° 13′ W)[11]
- Caledonia (CDP, ehemals Goose River, 47° 27′ N, 96° 53′ W)[12]
- Cummings (ehemals auch Cumings, 47° 31′ N, 97° 5′ W)[13]
- Greenfield (47° 16′ N, 97° 13′ W)[14]
- Kelso (47° 19′ N, 97° 2′ W)[15]
- Murray (47° 26′ N, 97° 17′ W)[16]
- Portland Junction (47° 34′ N, 97° 22′ W)[17]
- Preston (47° 19′ N, 97° 13′ W)[18]
- Roseville (47° 26′ N, 97° 23′ W)[19]
- Taft (47° 27′ N, 97° 4′ W)[20]

### Townships
| Township            | Einwohner (2010) | FIPS     |
| ------------------- | ---------------- | -------- |
| Belmont Township    | 76               | 38-05940 |
| Bingham Township    | 70               | 38-07060 |
| Blanchard Township  | 87               | 38-07660 |
| Bloomfield Township | 130              | 38-07820 |
| Bohnsack Township   | 55               | 38-08140 |
| Buxton Township     | 107              | 38-11380 |
| Caledonia Township  | 111              | 38-11540 |
| Eldorado Township   | 107              | 38-22820 |
| Elm River Township  | 32               | 38-23740 |
| Ervin Township      | 160              | 38-24740 |
| Galesburg Township  | 83               | 38-29020 |
| Garfield Township   | 169              | 38-29300 |
| Greenfield Township | 72               | 38-33340 |
| Herberg Township    | 65               | 38-37460 |
| Hillsboro Township  | 132              | 38-38140 |
| Kelso Township      | 69               | 38-41860 |
| Lindaas Township    | 114              | 38-46860 |
| Mayville Township   | 133              | 38-51540 |
| Morgan Township     | 91               | 38-54380 |
| Norman Township     | 74               | 38-57540 |
| Norway Township     | 169              | 38-58540 |
| Roseville Township  | 109              | 38-68500 |
| Stavanger Township  | 110              | 38-75700 |
| Viking Township     | 169              | 38-82180 |
| Wold Township       | 100              | 38-87100 |